# 智美と徹シリーズ
『智美と徹シリーズ』（ともみとてつシリーズ）は、『花とゆめ』（白泉社）および『別冊花とゆめ』（同）に掲載された、那州雪絵による短編連作シリーズ漫画の総称。主人公ふたりの名前からこう呼ばれる。

## 概要
シリーズ1作目の「U.F.チャンス」は、『花とゆめ』の月例漫画賞に投稿された作品で、那州のデビュー作でもある。設定にSF的要素はあるものの、ストーリーのジャンルとしては「学園恋愛コメディ」である。
「U.F.チャンス」が好評だった為シリーズ化されたが、1作目で恋愛物としてのストーリーは完結してしまっていた為、2作目の「秘密だよ」からは物語の時代を遡って進められている。これについて那州本人は、単行本『妖魔襲来!復讐鬼』で「このシリーズは1作目が完結編だった」と述べている。
翌年から開始された短編連作シリーズ『フラワー=デストロイヤーシリーズ』と世界を共有しており、共通のキャラクターも登場する。前述のとおり、恋愛物としては『U.F.チャンス』で完結しているが、『フラワー=デストロイヤーシリーズ』の完結編『ダーク・エイジ』でふたりのその後にも触れられ、徹にある決意を語らせていることから、『ダーク・エイジ』もまた『智美と徹シリーズ』の完結編といって良いと思われる。

## 作品
U.F.チャンス
別冊花とゆめ1985年冬の号掲載。高校3年の秋が舞台。
秘密だよ
花とゆめ1985年12号掲載。中学2年の夏が舞台。
BOYのテーマ
花とゆめ1985年16号掲載。高校2年の夏が舞台。シリーズ中唯一、SF的要素は全く出て来ない。
冬の瞳
花とゆめ1986年6号掲載。高校2年の冬が舞台。

## あらすじ
高西智美はごく普通の凡庸な少女。想いを寄せる幼なじみの不破徹は容姿端麗・学力優秀・スポーツ万能のスーパーマン。余りの万能ぶりに、『彼は宇宙人だ』という噂が立つ始末。智美はすっかり萎縮してしまい告白どころではない。
そして、徹が宇宙人だと頑なに信じ真実を追い続ける、中学からの友人・氷浦実。彼等が真実に近付いたり遠のいたりしながら学園生活を送ってゆくが、実は徹の身体は奇病に冒されていた……。

## 登場人物
高西 智美（たかにし ともみ）
シリーズの主人公。ごく普通の少々ボーッとした性格の凡庸な少女。図書委員。
幼なじみの徹に恋心を抱くが、彼が余りに「フツーじゃない」為になかなか積極的になれない。その傾向は、年を追って強くなっている。
中学2年の夏と高校3年の秋に、徹の正体を知る。前者は徹に記憶を消され、後者は夢オチ（と思い込む）に終わってしまったが、ふたりが交際している『ダーク・エイジ』では、すべてを知った上でなお彼を愛しているようである。
『フラワー=デストロイヤーシリーズ』の主人公・高西智恵のひとつ年上の姉である。
不破 徹（ふわ てつ）
シリーズのもうひとりの主人公。容姿端麗なうえ、いわゆる何でも天才的にこなすスーパーマン。図書委員長で男子バレーボール部部長。
彼の正体は、彼の出生直後宇宙船が地球に不時着して以来、救援信号を送りながら地球人のふりをして暮らす宇宙人である。万が一ボロが出た際好意を以て受け入れられるよう、彼の「地球人としての人格」を決めたのは、彼の実の父らしい。
智美の想いにも気付きはじめているが「地球では治せない奇病」に冒され、早く治療しないと余命いくばくもない状態に陥っている。
『ダーク・エイジ』では、両親は既に故郷へ帰ったうえで彼ひとりだけが地球へ戻り、今後は「地球人」として生きてゆく決意を語っている。
氷浦 実（ひうら みのる）
智美と徹の、中学時代からの友人。徹が本当に宇宙人であると信じて疑わず、様々な手で真実を明かそうとするが、実際徹とは仲が良い。
非常にポジティヴな性格の持ち主で、心が折れかけた智美を助けたこともある。
後に「徹が普通の人間と違うところを見た」という野咲と行動をともにするが、そのなかで次第に彼女に惹かれていくようになる。
石平 恵子（いしひら けいこ）
智美の友人で図書委員。物事をズバズバ言うお喋りで熱血漢な性格。氷浦のことが徹底的に嫌い。
紅椿 玲花（べにつばき れいか）
智美の友人図書委員。石平とは逆にクールな性格。
野咲 浩子（のざき ひろこ）
智美たちより1学年下の少女。図書委員。生まれつき、常人には見えない「人間の気配」を見ることが出来、徹のそれが常人と根本的に違ううえ、分身を使った彼を「普通の人間ではない」と確信し、氷浦に声を掛けた。
本来は極端に内気な性格で、徹のことも元々は憧れをもってずっと見ていたのだが、氷浦に「自分に声を掛けた」勇気を誉められる。
高校1年時限りで転校してしまうが、那州曰く「将来は氷浦君と幸せになる予定」というプロットが組まれていたとのこと。
有村（ありむら）・畑山（はたやま）・大沢（おおさわ）
いずれも徹目当てで図書委員になった「過激な（ウルサイ）不破徹ファンクラブ」の面々。図書カウンター当番を野咲ひとりに押しつけバレー部の観戦をする等、やりたい放題。
高西 智恵（たかにし ちえ）
智美のひとつ下の妹。『秘密だよ』にカメオ的に出演。中学1年生なので、勿論『フラワー=デストロイヤーシリーズ』より前のエピソードであるが、口の悪さは相変わらずである。

## 書誌情報

### 単行本
- 妖魔襲来!復讐鬼 1990年04月25日 ISBN 4-592-12517-7
  - シリーズ全作のほか、表題作と『紅茶の騎士』を収録。現在は絶版。

### 文庫版
- フラワー=デストロイヤー 2002年09月13日発売 ISBN 4-592-88180-X
  - シリーズ全作と、『フラワー=デストロイヤーシリーズ』の全作を一冊に纏めている。